# Острова Кошки
Ко́шки — группа из двух островов в центральной части архипелага Северная Земля (Россия). Административно относятся к Таймырскому Долгано-Ненецкому району Красноярского края.
Расположены в северо-западной части пролива Шокальского на расстоянии 2,7 километра от острова Октябрьской Революции.
Состоят из двух островов — большего и меньшего, лежащих на расстоянии 950 метров друг от друга. Больший острова лежит ближе к острову Октябрьской Революции, имеет вытянутую с юга на север форму длиной 2,3 километра и шириной до 900 метров в расширенной южной части; меньший находится чуть восточнее и имеет 750 метров в длину и до 450 метров в ширину. Наивысшая точка островов — 14 метров, находится на большем из них. Высота другого — до 9 метров. Отдельных названий не имеют.